# レグニツァの聖体の奇跡

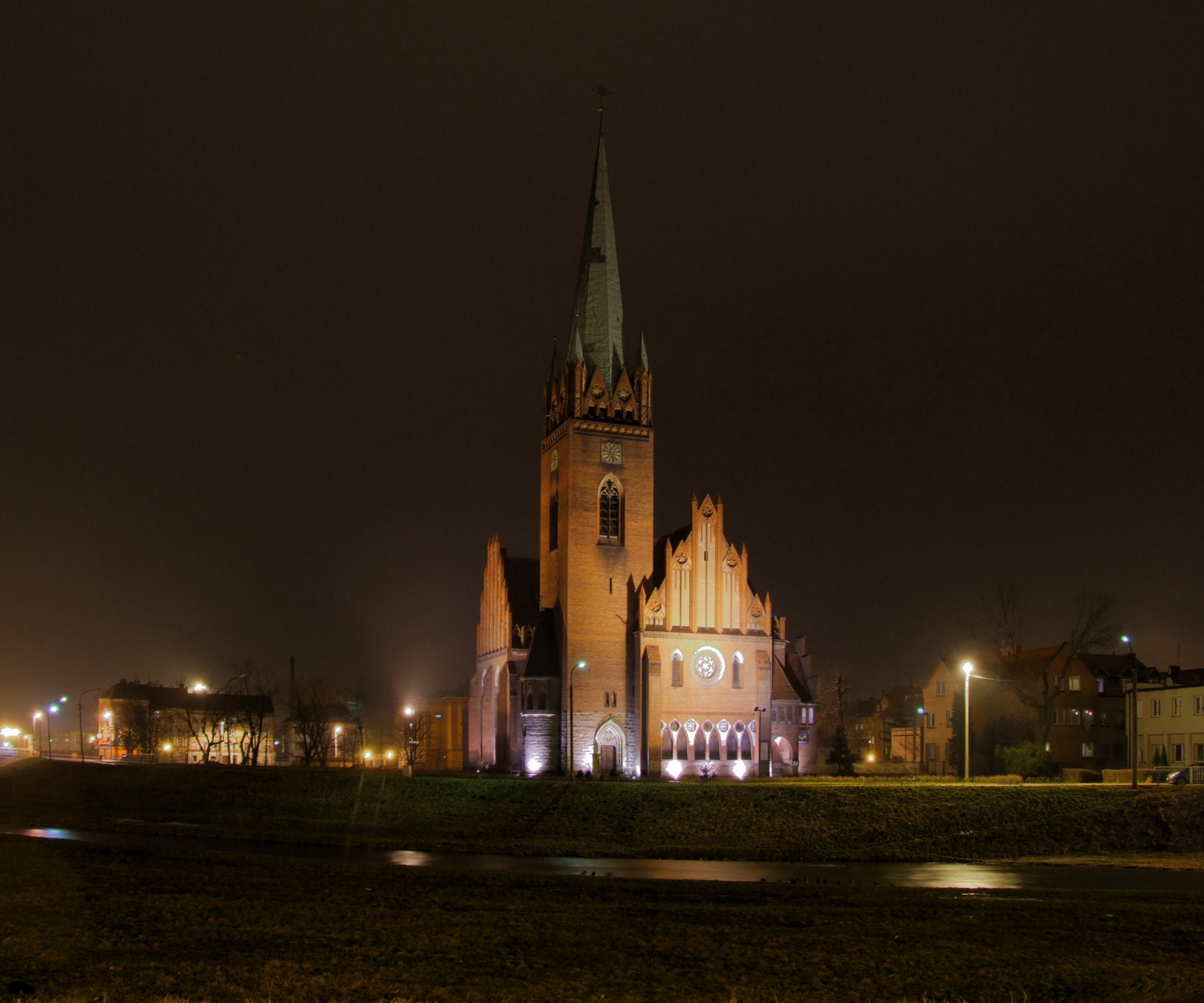
レグニツァの聖ヒアチント教会

レグニツァの聖体の奇跡は、2013年にポーランドのレグニツァで起こったとされる聖体の奇跡の事である。

## 概要
2013年12月25日、レグニツァの聖ヒアチント教会で行われていたミサの聖体拝領中に聖体が床に落ちてしまった。典礼の慣習に従い聖体を水の容器に入れ、聖櫃に安置した。その後、赤い斑点が現れた。レグニツァのステファン・チヒ名誉司教は、この現象を調査研究するための委員会を設立した。
2016年1月、ズビグニエフ・キエルニコフスキー司教はこの議題をローマ教皇庁教理省に提出した。同年4月16日、礼拝の承認を得たことが司教から発表された。キエルニコフスキー司教は教皇庁の勧告に従い、教区司祭のアンジェイ・ジョンボォゼに、信者が礼拝できるように教会内に聖遺物の安置に適した場所の準備を依頼した。

## 調査
2014年2月、聖体の小さな断片が聖体布に置かれ、ヴロツワフの法医学部局とシュチェチンのポメラニアン医科大学の法医学部で分析された。両法医学部による最終的な医学的見解では、組織病理学的な画像診断において苦痛の間に頻繁に現れる変化を示し、組織の断片が横紋筋の断片化された部分を含む人間の心筋に非常に似ている。血液型ABの心筋組織であることが確認された。他の聖体の奇跡同様、聖骸布に見られるのと同じ血液型である。